# 汐入川 (館山市)
汐入川（しおいりがわ）は、千葉県館山市を流れる二級河川である。上流部は作名川（さくながわ）という名称が付いている。

## 地理

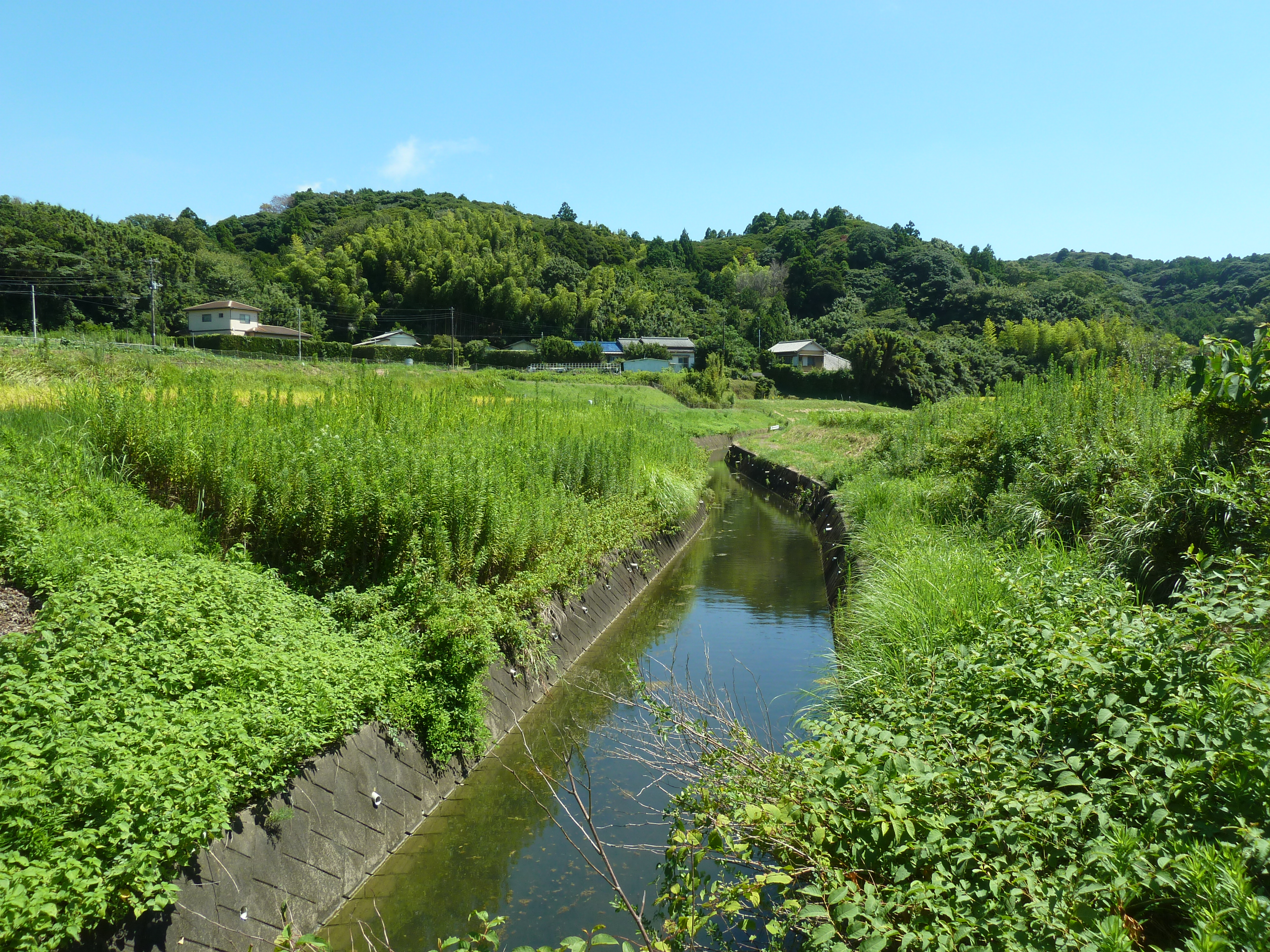
上流部（堂の下橋より上流方）

館山市中南部の作名に位置する作名ダムを水源とし北流する。上流部は丘陵地帯で谷津田が見られる。東から永沢川・笠沼川を合わせ、古茂口付近で西へ流れ平野部へ進んでゆく。飯沼地区には江戸時代から整備されている女堰と呼ばれる堰があり、ここから南条・真倉方面の農業用水路へ河川水を流している。伝説によると、何度工事を行っても堰が水流で破壊されてしまうため、巫女に伺いをたてたところ「女性を堰止めに使うべし」とのことだった。だが村人たちは村の女性を人柱にすることができず、その巫女を捕らえて川へ投げ入れ堰を完成させたことに由来する名だという。
やがて館川橋を過ぎ、長田川を合わせたところで河川は再び北流し館山市街へと入る。市街地では河川幅が広くとられており、長須賀北部にて境川を東から合わせ館山市立館山中学校を囲うように西へ回り館山湾へ注ぐ。河口は左岸・右岸ともに河口閉塞防止用の導流堤が整備され、左岸が新井海岸・右岸が北条海岸となっている。
作名ダムからの流路延長8kmのうち、鎌田橋を境に下流3,800mが「汐入川」として二級河川に指定されている。それより上流部4,200mは「作名川」として館山市管理の準用河川に指定されている。

## 治水

### 作名ダムの整備
高度経済成長期において水道需要が拡大する中、館山市では水源不足の抜本的解消に対応するダムの建設、及び資金面・運用面でそれを実現するための市内に散在する簡易水道事業の広域化が喫緊の課題となっていた。うち中南部を給水区域としていた宮城・南条・西岬の各簡易水道における水道需要を満たすこと、特に宮城水道区に立地する海上自衛隊館山航空基地関連の水不足解消を目的として、防衛施設周辺民生安定整備事業に位置付け防衛施設庁の補助を6割得て作名川水源にダムを建設する運びとなった。ほか、水道水源開発整備事業として国の補助も一部得ている。
事業は1971年（昭和46年）より着手し、1973年（昭和48年）まで基本設計業務を実施。防衛庁の要求水準は貯水量30万トンとしており、設計調査では38万トンのダムを同地へ建設可能との結果を得た。一方で館山市としてはこの規模でも当時の需要を十分に満たせたものの、将来的な水需要の更なる増大に対応するため50 - 60万トン程度まで拡大して整備したい意向があったため、追加調査を実施。その結果地質の良さから3m程度の嵩上げにより計画貯水量38万トンから63万トンへ、有効貯水量34万トンから59万トンへの拡大を実現した。用地買収は1973年（昭和48年）度に実施され、資材搬入経路4,260㎡及びダム用地66,000㎡を収用。ダム本体の工事は1974年（昭和49年）度より三か年事業にて実施され、予定通り1976年（昭和52年）度に竣工し試験湛水を開始。ダム直下の作名浄水場及び配水池の整備が並行して進められ、1977年（昭和53年）3月に完成した。一方で継ぎ足しを続けてきた配水管設備がダムの給水容量に対応できず抜本的な再整備が必要といった課題はあったものの、配水管工事の進捗により同年7月には一部給水が開始され、1978年（昭和54年）4月の全面給水により拡張事業は完了した。
事業開始にあたって、宮城・南条・西岬の各簡易水道事業は1973年（昭和48年）に統合し館山市水道事業として発足した。工事期間中には水道需要に供給能力がいよいよ追い付かなくなり急場の枯渇対応に追われる事態となったが、本ダムの整備に伴って従前は隣接する三芳村の三芳水道企業団より供給不足分を購入していたところを自給できるまでに至った。なお館山市水道事業は広域化を続け1998年（平成10年）3月27日に三芳水道企業団へ吸収されたことから、本ダムは現在三芳水道企業団の管轄下にある。

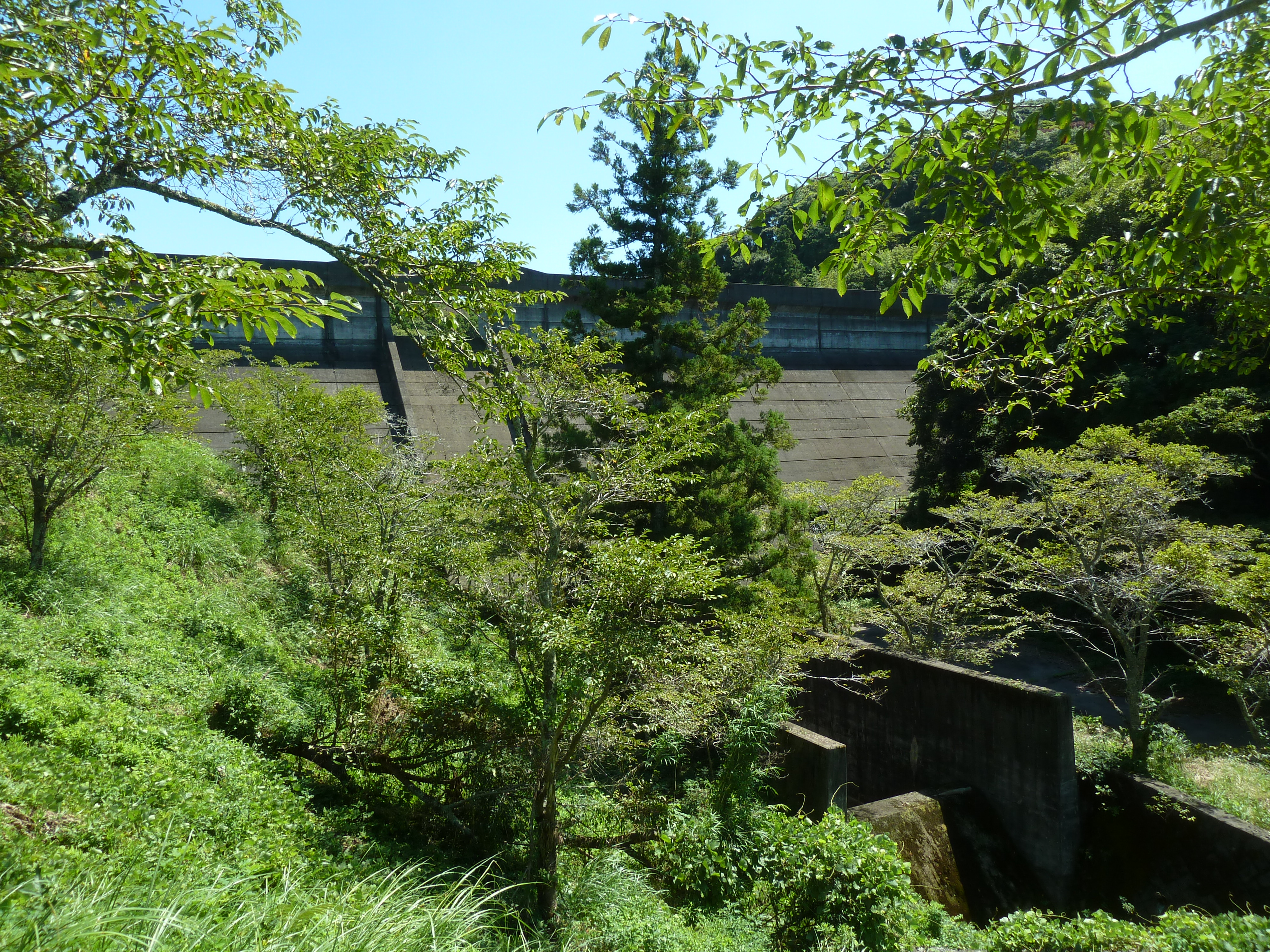
作名ダム
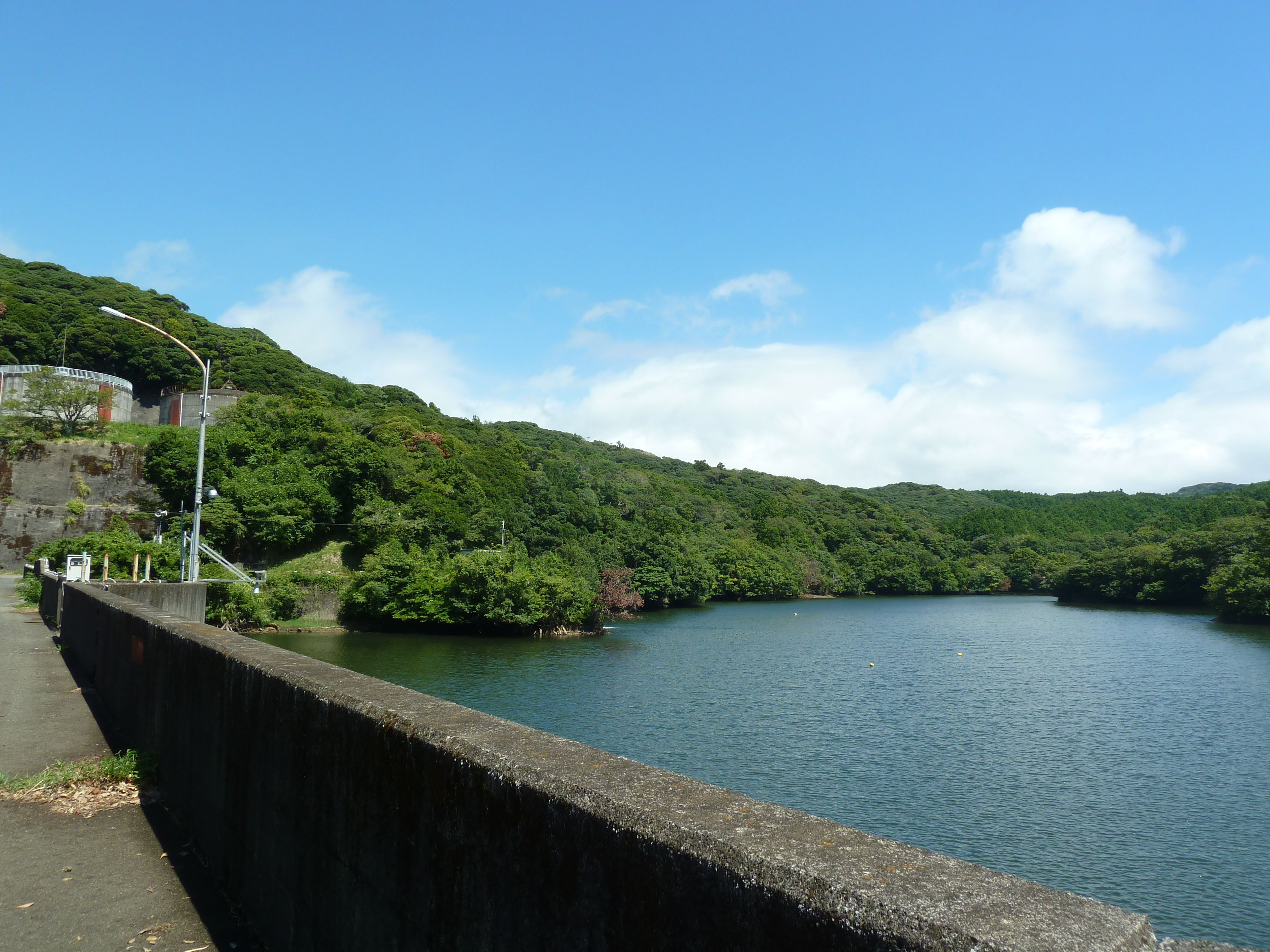
作名ダム躯体上から見たダム湖

### 境川の溢水対策

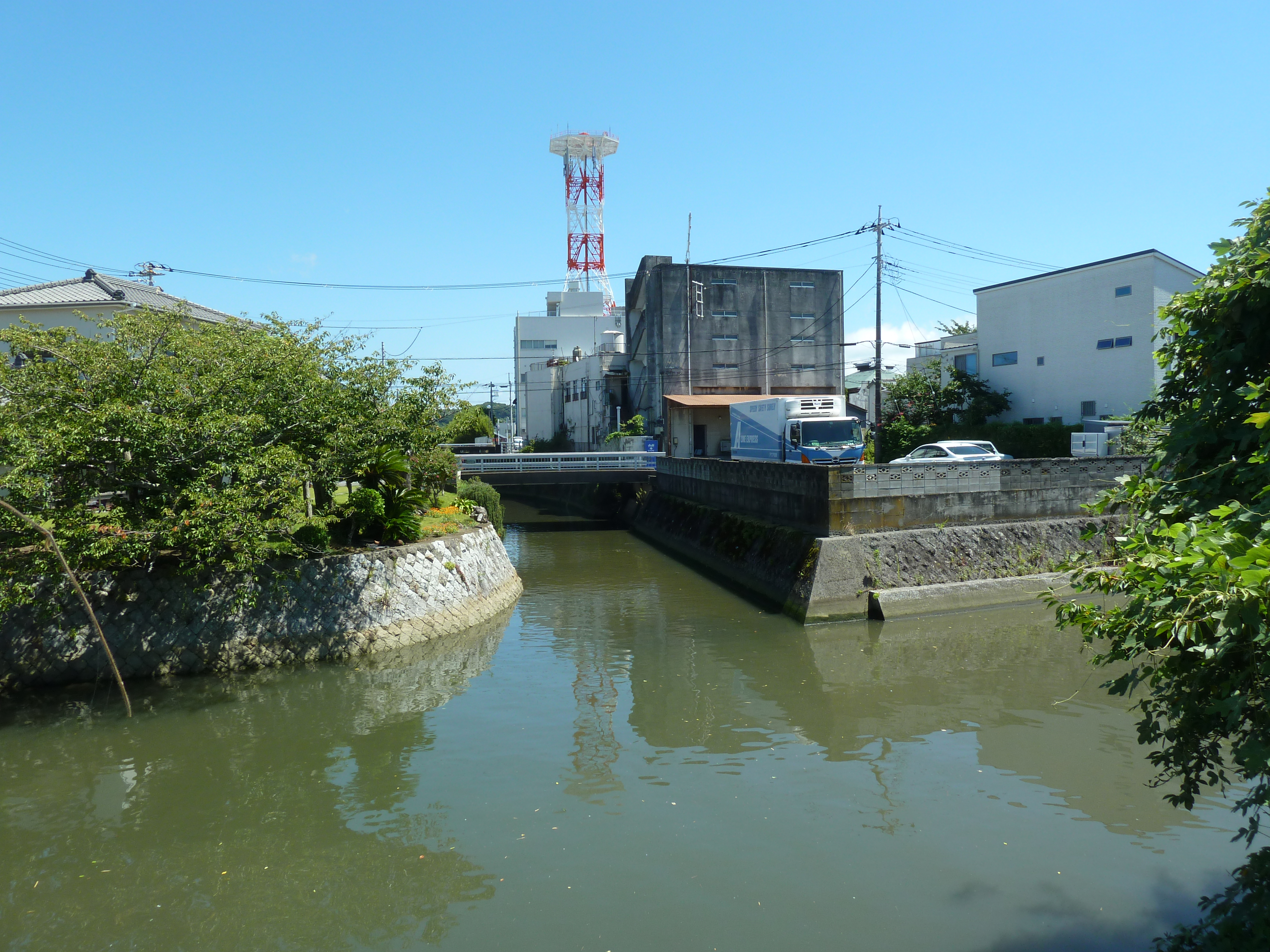
汐入川に合流する境川

汐入川本流では十分な流下能力が確保されていることもあり、近年では目立った水害は記録されていない。一方で支流の境川は、1996年（平成8年）9月22日の台風17号襲来により蛭子神社付近で氾濫を起こし、下流域の長須賀・下真倉地区にて数十軒の床上浸水被害が発生した。
これに先立ち1995年（平成7年）度には千葉県によって汐入川水系の利水検討河道計画調査が実施されており、境川についても流域視察の上緊急対策工事が実施されるに至った。住宅が沿岸に近接しており河道拡幅や改修が困難であることから、蛭ヶ島橋より下流の二級河川指定区間（800m）全体につき護岸の嵩上げとともに掘削工事によって河床の引き下げを実施した。併せてボトルネックとなっていた橋の嵩上げもなされ、2000年（平成12年）度に完了。館山市も上流端にあたる大宮堰（国道128号沿い）の堆積土除去とともに、青柳大賀線雨水排水路事業によって境川への流入負担減少が図られた。これは熊野神社裏手より南から境川へ流入する代田排水路につき、当時下真倉地区にて整備を進めていた都市計画道路青柳大賀線の地下に排水路を新設し直接汐入川へ放水することで雨水の分流を促すもので、こちらも2000年（平成12年）度に供用開始となった。これによって約56haあった代田排水路の集水域の半分を青柳大賀線雨水排水路が負担することとなり、浸水被害の抑制に貢献している。

## 支流
上流より記載
- 永沢川
- 笠沼川
- 長田川
  - 岡田川
- 境川　二級河川

## 主な橋
上流より記載
- 堂の下橋
- 関原橋

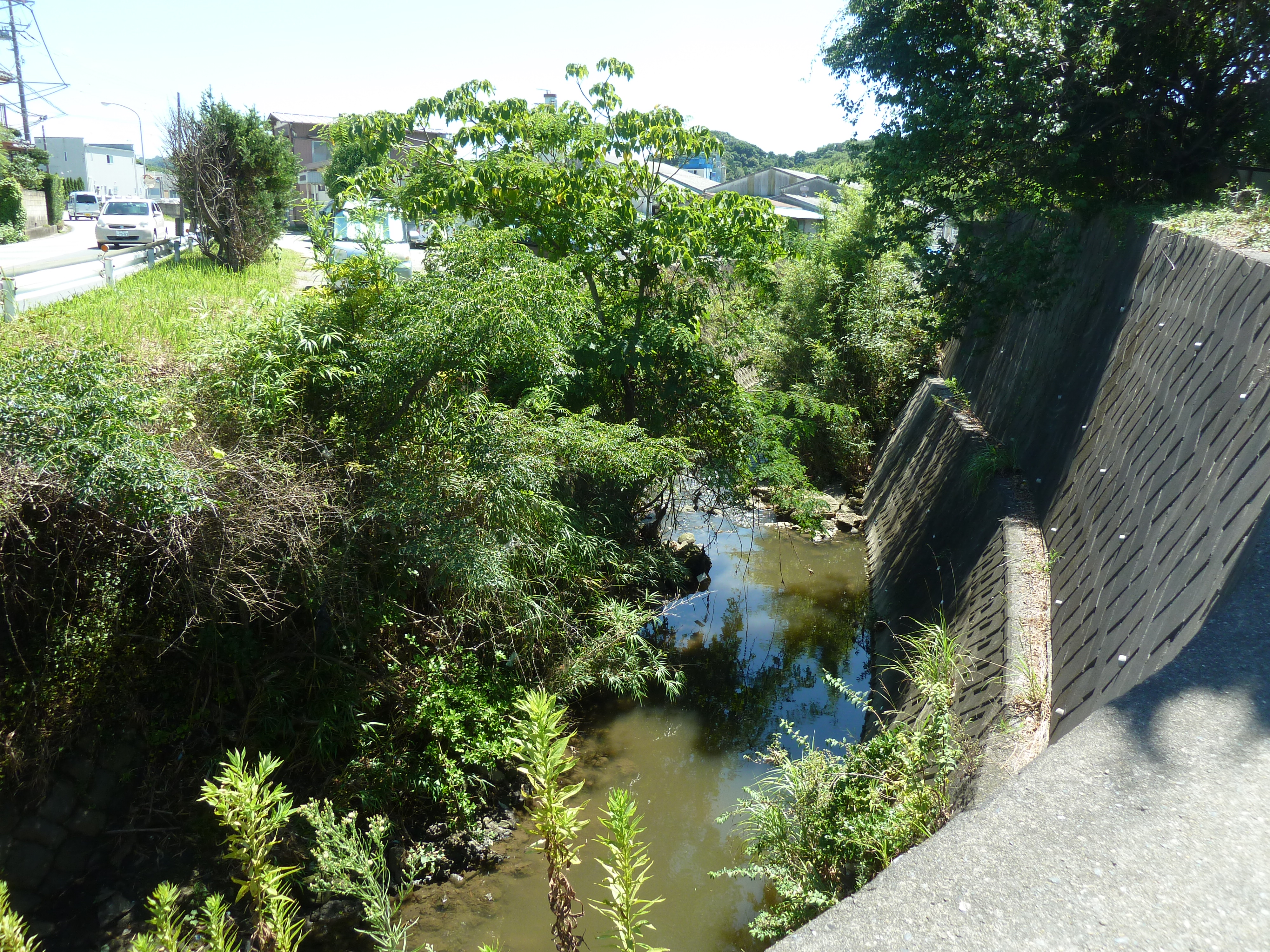
館川橋付近

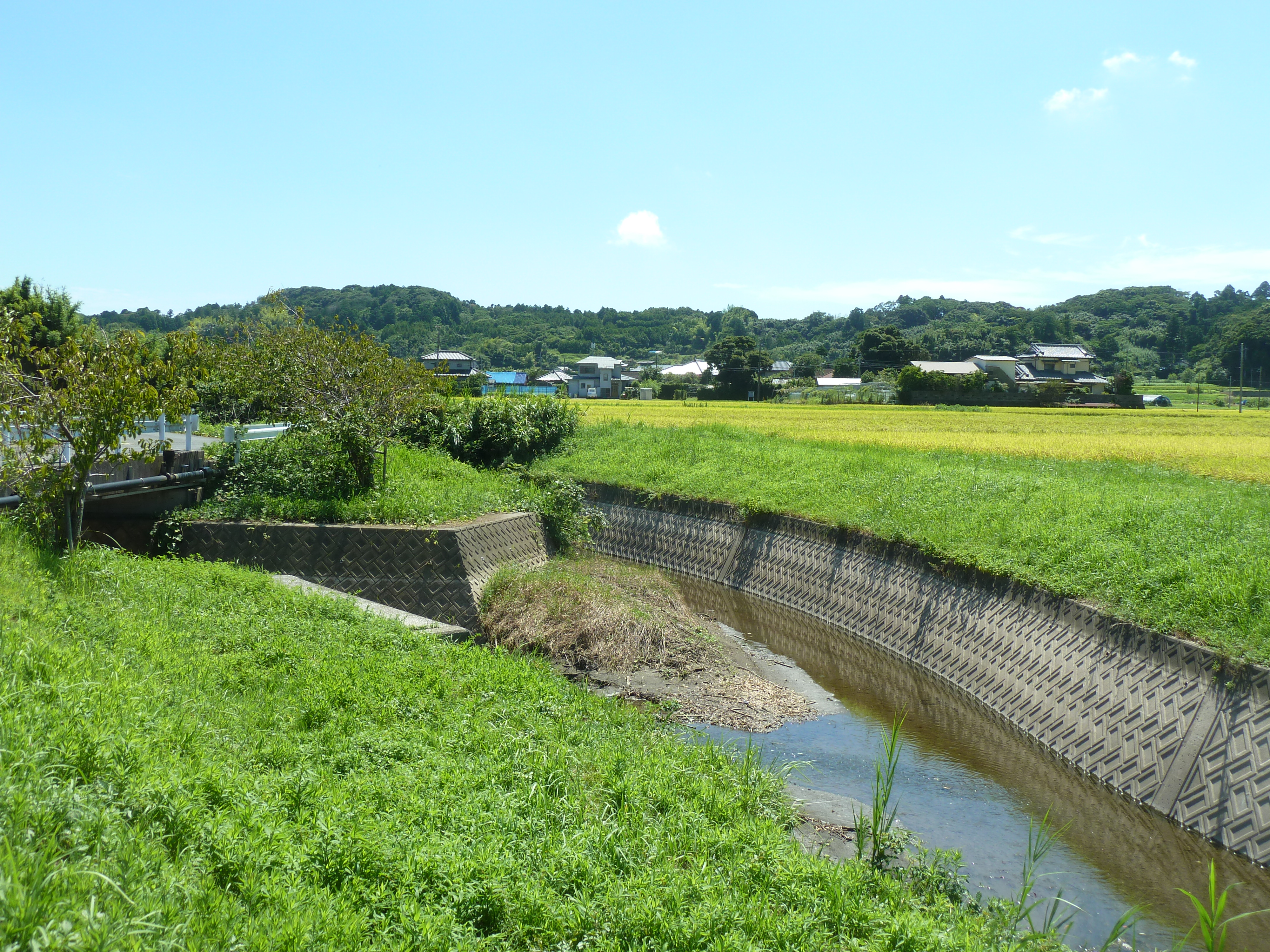
汐入川（右）に合流する笠沼川（左）

- 笠沼橋 - 千葉県道188号館山大貫千倉線
- 女堰橋 - 千葉県道188号館山大貫千倉線
- 鎌田橋
- 館川橋 - 千葉県道86号館山白浜線
- ○○橋
- 東田橋 - 国道410号北条バイパス
- 梅田橋
- さなぐら橋 - 都市計画道路青柳大賀線
- 相生橋
- 菱沼橋
- 潮留橋 - 国道410号
- 三福寺橋
- 要橋
- 富士見橋
- 汐入橋 - 鏡ヶ浦通り